# Wilhelm Heckrott
Wilhelm Heckrott (* 15. Januar 1890 in Hannover; † 4. Januar 1964 in Bremen) war ein deutscher Maler und Grafiker des Expressionismus und der Neuen Sachlichkeit.

## Biografie
Nach dem Besuch der Kunstgewerbeschule Hannover studierte er ab 1910 als Stipendiat der Stadt Hannover an der Kunstakademie in Dresden. 1913 erhielt Heckrott die Große Medaille der Kunstakademie. 1914 wurde er zum Militärdienst eingezogen. 1918 wurde er Meisterschüler bei Carl Bantzer und Emanuel Hegenbarth.
Als Gründungsmitglied der Dresdner Sezession Gruppe 1919 spielte Wilhelm Heckrott eine wichtige Rolle für die Entwicklung der Avantgarde in Dresden. Heckrott malte zunächst expressionistisch und entwickelte im Verlauf der 1920er-Jahre eine der Neuen Sachlichkeit zuzurechnende Malweise. Von 1920 bis 1929 arbeitete er freischaffend in Dresden und war Mitglied des Akademischen Rates. 1928 erhielt er den Ehrenpreis des Sächsischen Kunstvereins.
1929 wurde er von Karl Hanusch als Professor an die Staatliche Kunstschule für Textilindustrie Plauen berufen und 1933 von den Nazis entlassen. 1937 wurden in der Nazi-Aktion „Entartete Kunst“ aus dem Kupferstichkabinett und dem Stadtmuseum Dresden und der Städtischen Galerie Nürnberg fünf Werke Heckrotts beschlagnahmt. Er geriet zeitweise in „Schutzhaft“ und lebte von Arbeiten angewandter Kunst.
1946 wurde er Professor an der Staatlichen Kunstschule in Bremen und 1954 dort emeritiert.
Heckrott wurde auf dem Riensberger Friedhof bestattet.
Sein Sohn war der Bremer Architekt Veit Heckrott (1936–2007).

## Bildliche Darstellung Heckrotts
- Unbekannter Dresdner Fotograf: Porträt Heckrotts (Fotografie, 1919)[4]

## Werke

### 1937 als „entartet“ beschlagnahmte Werke
- Maienkönigin (Öl auf Leinwand, 1919; bereits 1935 bis 1938 auf der Wanderausstellung „Entartete Kunst“ präsentiert)[5]

- Kuhweide (Tafelbild; zerstört)

- Rinder (Tafelbild, 74 × 90 cm, 1925; zerstört)[6]

- Kühe (Aquarell, 1927; zerstört)

- Drei Köpfe/Geschwister Berlage (Radierung, 35 × 25 cm; zerstört)

### Weitere Werke (Auswahl)
- Reiter am Fluss (Öl auf Leinwand, 92 × 80,5 cm; 1914)[7]
- Steinbruch (Radierung, 1920; Stadtmuseum Dresden)[8]
- Pferdeköpfe (1930, Öl)[9]

## Ausstellungen (Auswahl)
- 1916: Dresden, Galerie Ernst Arnold („Zweite Ausstellung Dresdner Künstler die im Heeresdienst stehen“)

- 1929: Nürnberg, Norishalle („Deutsche Handzeichnungen und Aquarelle der Gegenwart“)[10]
- 1930: Dresden, Brühlsche Terrasse („Dresdner Kunst 1930“)
- 1936: Dresden, Brühlsche Terrasse und Städtische Kunsthalle („Kunstausstellung Dresden“)

### Postum
- 1977: München, Dresdner Sezession 1919–1923, 10. Februar – 31. März 1977, Galleria del Levante

- 1980/1981: Dresden, Albertinum („Kunst im Aufbruch. Dresden 1918–1933“)
- 1981: Altenburg/Thür., Lindenau-Museum („Dresdner Grafik von der „Brücke“ bis zur Gegenwart“)
- 1987: Mannheim, Entartete Kunst. Beschlagnahmeaktion in der Städtischen Kunsthalle Mannheim 1937, 5. Dezember 1987 – 7. Februar 1988, Städtische Kunsthalle Mannheim
- 1988: Weimar, Kunsthalle am Theaterplatz („Angriff auf die Kunst. Der faschistische Bildersturm vor 50 Jahren“)
- 1989: Dresden, Galerie Rähnitzgasse („Kunst, Akademie, Dresden. Malerei, Grafik, Plastik von Lehrern und Schülern im 20. Jahrhundert“)
- 1992: Kiel, Kunstwende. Der Kieler Impuls des Expressionismus 1915–1922, 25. Oktober 1992 – 3. Januar 1993, Stadtgalerie im Sophienhof
- 2011/12: Dresden, Neue Sachlichkeit in Dresden. Malerei der Zwanziger Jahre von Dix bis Querner, 1. Oktober 2011 – 8. Januar 2012, Kunsthalle im Lipsius-Bau